# ABHD3
ABHD3 (англ. Abhydrolase domain containing 3) – білок, який кодується однойменним геном, розташованим у людей на короткому плечі 18-ї хромосоми. Довжина поліпептидного ланцюга білка становить 409 амінокислот, а молекулярна маса — 46 009.
| 10         |  | 20         |  | 30         |  | 40         |  | 50         |
| ---------- |  | ---------- |  | ---------- |  | ---------- |  | ---------- |
| MQRLAMDLRM |  | LSRELSLYLE |  | HQVRVGFFGS |  | GVGLSLILGF |  | SVAYAFYYLS |
| SIAKKPQLVT |  | GGESFSRFLQ |  | DHCPVVTETY |  | YPTVWCWEGR |  | GQTLLRPFIT |
| SKPPVQYRNE |  | LIKTADGGQI |  | SLDWFDNDNS |  | TCYMDASTRP |  | TILLLPGLTG |
| TSKESYILHM |  | IHLSEELGYR |  | CVVFNNRGVA |  | GENLLTPRTY |  | CCANTEDLET |
| VIHHVHSLYP |  | SAPFLAAGVS |  | MGGMLLLNYL |  | GKIGSKTPLM |  | AAATFSVGWN |
| TFACSESLEK |  | PLNWLLFNYY |  | LTTCLQSSVN |  | KHRHMFVKQV |  | DMDHVMKAKS |
| IREFDKRFTS |  | VMFGYQTIDD |  | YYTDASPSPR |  | LKSVGIPVLC |  | LNSVDDVFSP |
| SHAIPIETAK |  | QNPNVALVLT |  | SYGGHIGFLE |  | GIWPRQSTYM |  | DRVFKQFVQA |
| MVEHGHELS  |  |            |  |            |  |            |  |            |

A: Аланін

C: Цистеїн

D: Аспарагінова кислота

E: Глутамінова кислота

F: Фенілаланін

G: Гліцин

H: Гістидин

I: Ізолейцин

K: Лізин

L: Лейцин

M: Метіонін

N: Аспарагін

P: Пролін

Q: Глутамін

R: Аргінін

S: Серин

T: Треонін

V: Валін

W: Триптофан

Кодований геном білок за функціями належить до гідролаз, серинових естераз. 
Задіяний у таких біологічних процесах, як метаболізм ліпідів, альтернативний сплайсинг. 
Локалізований у мембрані.